# Clifford Crowley
Clifford Thomas „Cliff” Crowley (Winnipeg, Manitoba, Kanada, 1906. június 13. – Winnipeg, 1948. április 27.) olimpiai bajnok kanadai jégkorongozó.
A Winnipeg Hockey Club védője volt és 1931-ben megnyerték az Allan-kupát, amiért a kanadai amatőr jégkorongcsapatok szálltak harcba. Ennek köszönhetően képviselhették Kanadát az 1932. évi téli olimpiai játékokon, a jégkorongtornán, Lake Placidban, mint a kanadai jégkorong-válogatott. Csak négy csapat indult. Oda-visszavágós rendszer volt. Az amerikaiakat legyőzték 2–1-re, majd 2–2-es döntetlent játszottak. A németeket 5–0-ra és 4–1-re győzték le, végül a lengyeleket 10–0-ra és 9–0-ra verték. Ez az olimpia világbajnokságnak is számított, ezért világbajnokok is lettek. Csak a németek ellen 5–0-ra megnyert mérkőzésen játszott és nem ütött  gólt.
2004-ben a Manitoba Sports Hall of Fame-be.